# Lespugue
Lespugue est une commune française située dans l'ouest du département de la Haute-Garonne, en région Occitanie.
Sur le plan historique et culturel, la commune est dans le pays de Comminges, correspondant à l’ancien comté de Comminges, circonscription de la province de Gascogne située sur les départements actuels du Gers, de la Haute-Garonne, des Hautes-Pyrénées et de l'Ariège. Exposée à un climat océanique altéré, elle est drainée par la Save, la Seygouade et par divers autres petits cours d'eau. La commune possède un patrimoine naturel remarquable composé d'une zone naturelle d'intérêt écologique, faunistique et floristique.
Lespugue est une commune rurale qui compte 79 habitants en 2022, après avoir connu un pic de population de 353 habitants en 1821. Elle fait partie de l'aire d'attraction de Saint-Gaudens. Ses habitants sont appelés les Lespuguais ou  Lespuguaises.
Le patrimoine architectural de la commune comprend un immeuble protégé au titre des monuments historiques : les grottes, classées en 1972.

## Géographie

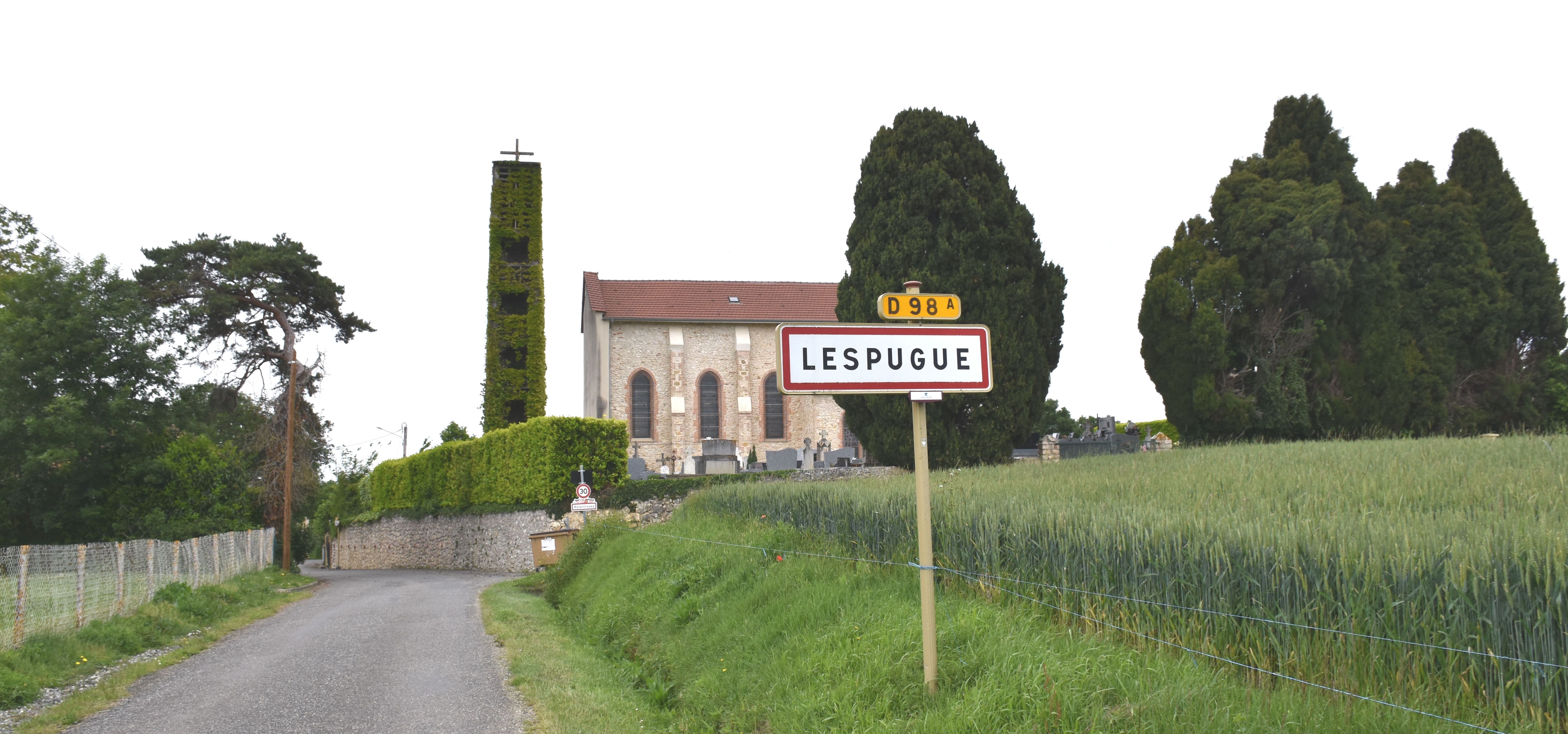
Une entrée de la commune.

### Localisation
La commune de Lespugue se trouve dans le département de la Haute-Garonne, en région Occitanie.
Elle se situe à 75 km à vol d'oiseau de Toulouse, préfecture du département, et à 15 km de Saint-Gaudens, sous-préfecture.
Les communes les plus proches sont : 
Charlas (2,3 km), Montmaurin (2,6 km), Sarremezan (2,8 km), Blajan (3,6 km), Cardeilhac (4,1 km), Saman (4,3 km), Saint-Pé-Delbosc (4,7 km), Montgaillard-sur-Save (5,6 km).
Sur le plan historique et culturel, Lespugue fait partie du pays de Comminges, correspondant à l’ancien comté de Comminges, circonscription de la province de Gascogne située sur les départements actuels du Gers, de la Haute-Garonne, des Hautes-Pyrénées et de l'Ariège.
Lespugue est limitrophe de quatre autres communes.

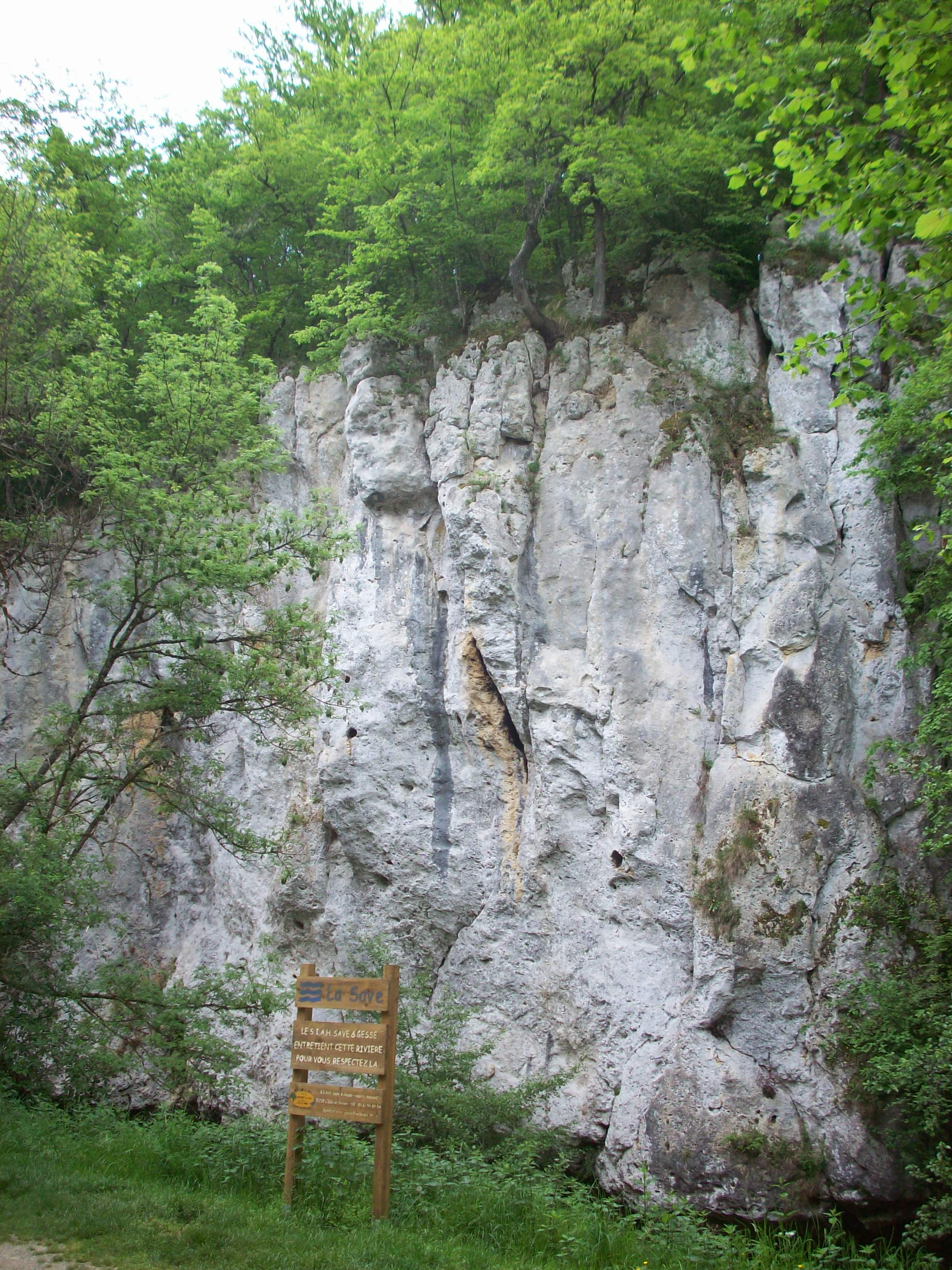
Gorges de la Save à Lespugue

Les communes limitrophes sont  Blajan, Charlas, Montmaurin et Sarremezan.
|            | Blajan     |         |
| Montmaurin | Lespugue   | Charlas |
|            | Sarremezan |         |

### Géologie et relief
La superficie de la commune est de 491 hectares ; son altitude varie de 281  à   446 mètres.

### Hydrographie

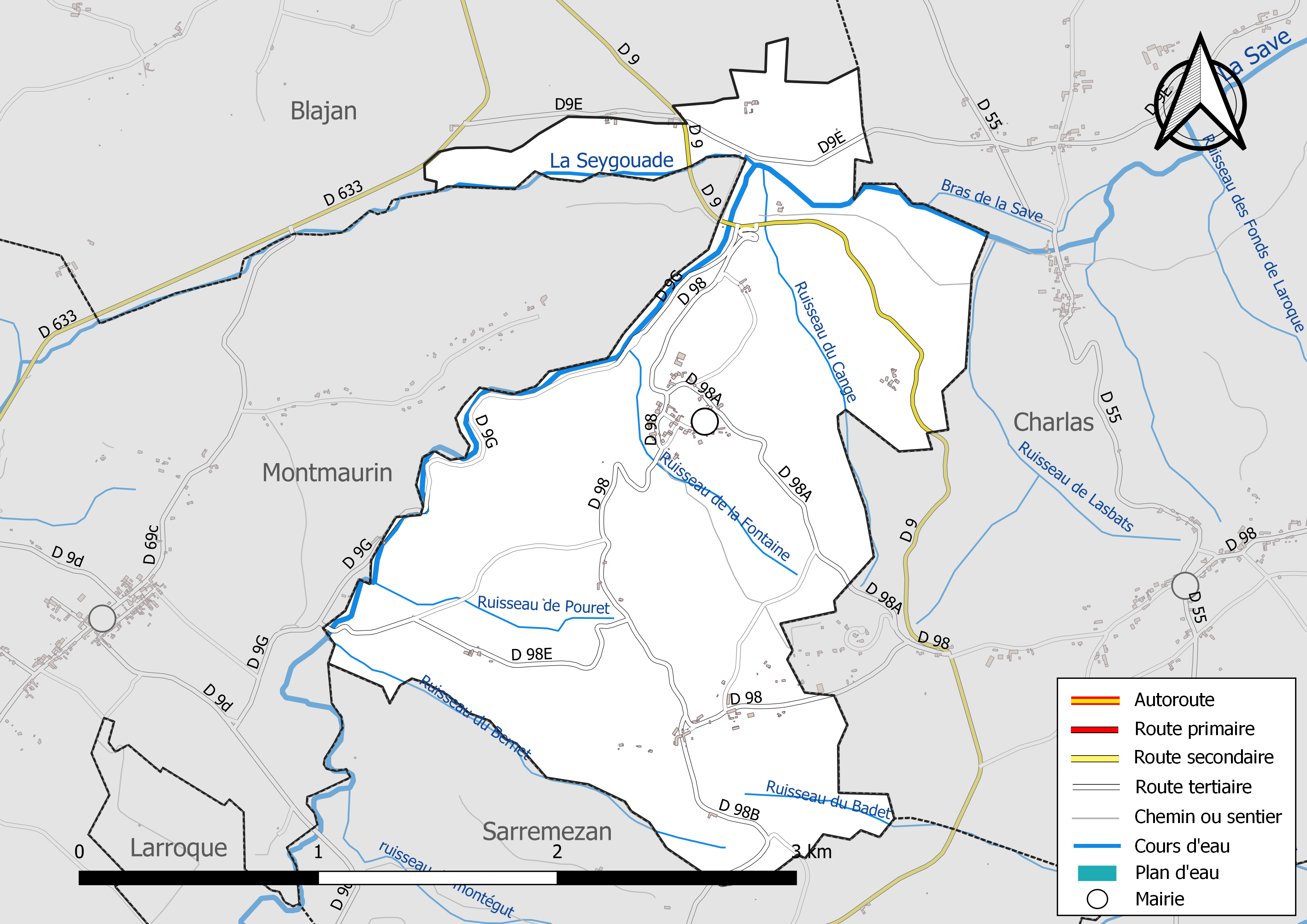
Réseaux hydrographique et routier de Lespugue.

La commune est dans le bassin de la Garonne, au sein du bassin hydrographique Adour-Garonne. Elle est drainée par la Save, la Seygouade, le ruisseau de la Fontaine, le ruisseau de Pouret, le ruisseau du Badet, le ruisseau du Bernet et le ruisseau du Cange, constituant un réseau hydrographique de 9 km de longueur totale,.
La Save, d'une longueur totale de 143 km, prend sa source dans la commune de Lannemezan (65) et s'écoule du sud-ouest vers le nord-est. Elle traverse la commune et se jette dans la Garonne à Grenade, après avoir traversé 46 communes.
La Seygouade, d'une longueur totale de 16,7 km, prend sa source dans la commune de Cazaril-Tambourès et s'écoule du sud-ouest vers le nord-est. Elle se jette dans La Save sur le territoire communal, après avoir traversé 6 communes.

### Climat
Pour des articles plus généraux, voir Climat de l'Occitanie et Climat de la Haute-Garonne.
En 2010, le climat de la commune est de type climat océanique altéré, selon une étude s'appuyant sur une série de données couvrant la période 1971-2000. En 2020, Météo-France publie une typologie des climats de la France métropolitaine dans laquelle la commune est dans une zone de transition entre le climat océanique altéré et le climat de montagne ou de marges de montagne et est dans la région climatique Pyrénées centrales, caractérisée par une pluviométrie annuelle de 1 000 à 1 200 mm.
Pour la période 1971-2000, la température annuelle moyenne est de 12,5 °C, avec une amplitude thermique annuelle de 14,7 °C. Le cumul annuel moyen de précipitations est de 958 mm, avec 9,3 jours de précipitations en janvier et 6,8 jours en juillet. Pour la période 1991-2020, la température moyenne annuelle observée sur la station météorologique la plus proche, située sur la commune de Clarac à 15 km à vol d'oiseau, est de 12,5 °C et le cumul annuel moyen de précipitations est de 804,9 mm,. Pour l'avenir, les paramètres climatiques de la commune estimés pour 2050 selon différents scénarios d'émission de gaz à effet de serre sont consultables sur un site dédié publié par Météo-France en novembre 2022.

### Milieux naturels et biodiversité

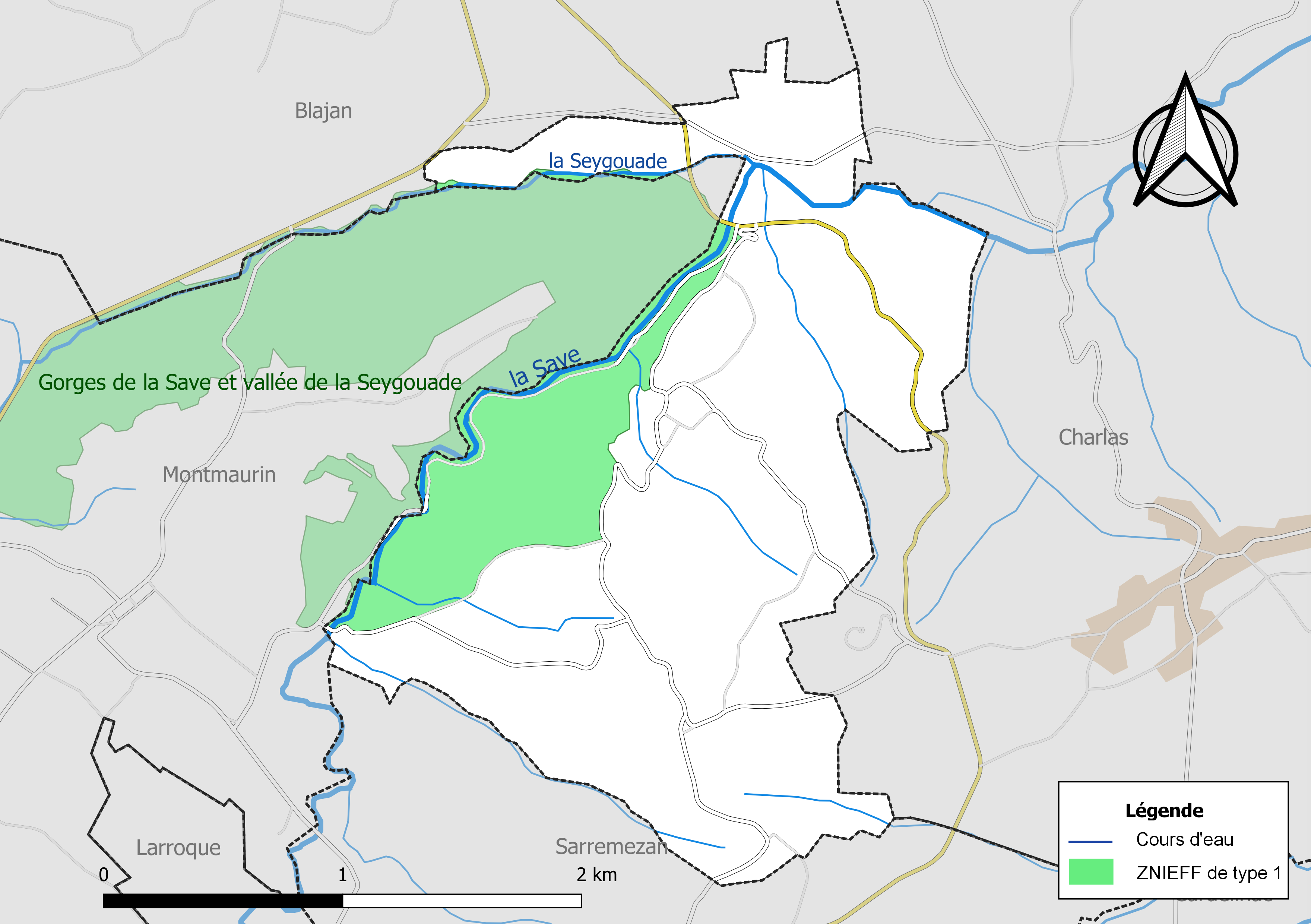
Carte de la ZNIEFF de type 1 localisée sur la commune.

L’inventaire des zones naturelles d'intérêt écologique, faunistique et floristique (ZNIEFF) a pour objectif de réaliser une couverture des zones les plus intéressantes sur le plan écologique, essentiellement dans la perspective d’améliorer la connaissance du patrimoine naturel national et de fournir aux différents décideurs un outil d’aide à la prise en compte de l’environnement dans l’aménagement du territoire.
Une ZNIEFF de type 1 est recensée sur la commune :
les « gorges de la Save et vallée de la Seygouade » (280 ha), couvrant 3 communes du département.

## Urbanisme

### Typologie
Au 1er janvier 2024, Lespugue est catégorisée commune rurale à habitat très dispersé, selon la nouvelle grille communale de densité à sept niveaux définie par l'Insee en 2022.
Elle est située hors unité urbaine. Par ailleurs la commune fait partie de l'aire d'attraction de Saint-Gaudens, dont elle est une commune de la couronne,. Cette aire, qui regroupe 85 communes, est catégorisée dans les aires de moins de 50 000 habitants,.

### Occupation des sols
L'occupation des sols de la commune, telle qu'elle ressort de la base de données européenne d’occupation biophysique des sols Corine Land Cover (CLC), est marquée par l'importance des territoires agricoles (62,8 % en 2018), une proportion identique à celle de 1990 (62,8 %). La répartition détaillée en 2018 est la suivante : 
zones agricoles hétérogènes (39,4 %), forêts (37,2 %), prairies (18,4 %), terres arables (5 %). L'évolution de l’occupation des sols de la commune et de ses infrastructures peut être observée sur les différentes représentations cartographiques du territoire : la carte de Cassini (XVIIIe siècle), la carte d'état-major (1820-1866) et les cartes ou photos aériennes de l'IGN pour la période actuelle (1950 à aujourd'hui).

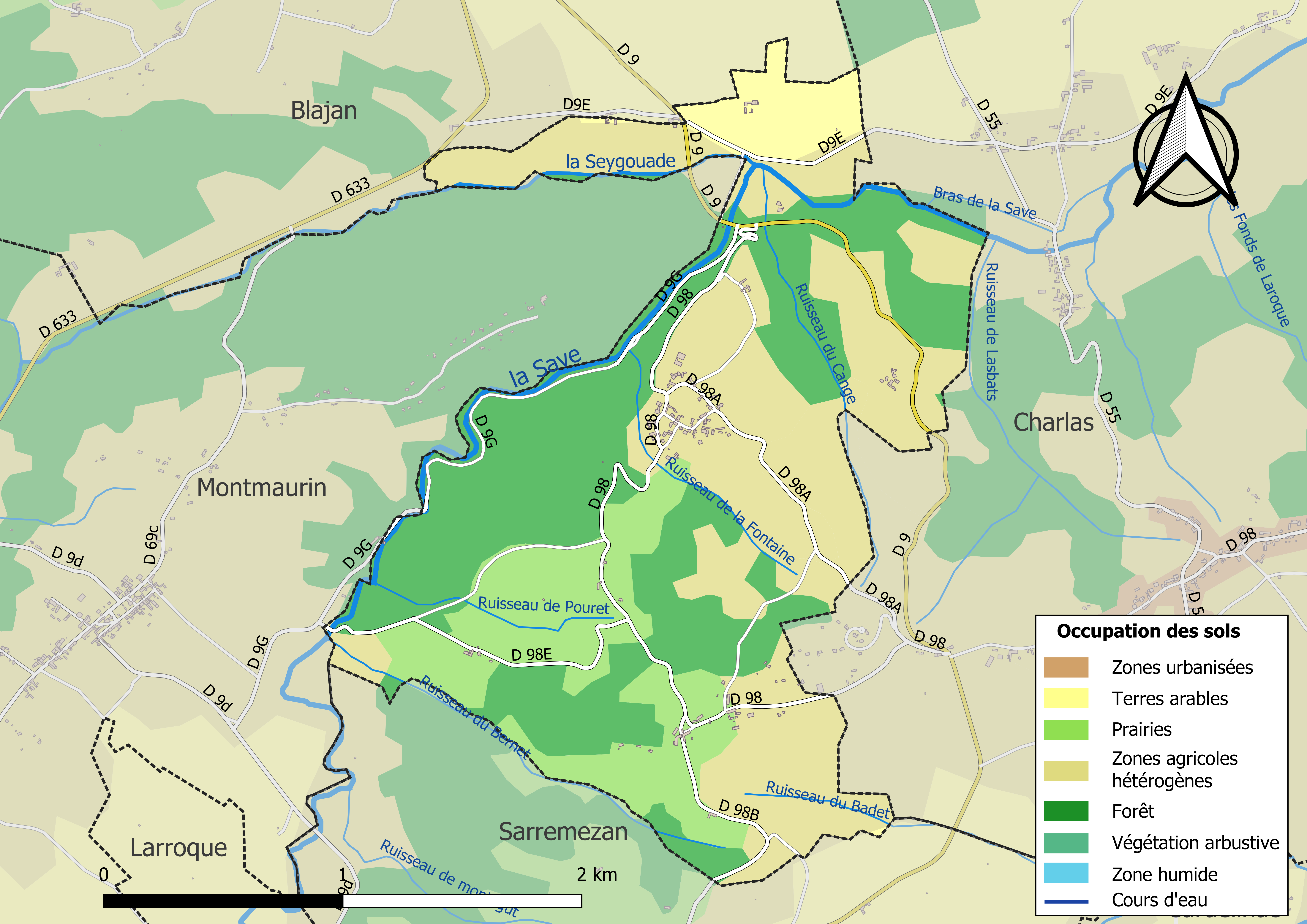
Carte des infrastructures et de l'occupation des sols de la commune en 2018 (CLC).

### Voies de communication et transports
Accès par la ligne régulière de transport interurbain du réseau Arc-en-ciel (anciennement SEMVAT).

### Risques majeurs
Le territoire de la commune de Lespugue est vulnérable à différents aléas naturels : météorologiques (tempête, orage, neige, grand froid, canicule ou sécheresse), inondations et séisme (sismicité modérée). Un site publié par le BRGM permet d'évaluer simplement et rapidement les risques d'un bien localisé soit par son adresse soit par le numéro de sa parcelle.
Certaines parties du territoire communal sont susceptibles d’être affectées par le risque d’inondation par débordement de cours d'eau, notamment la Seygouade. La commune a été reconnue en état de catastrophe naturelle au titre des dommages causés par les inondations et coulées de boue survenues en 1982, 1999 et 2009,.

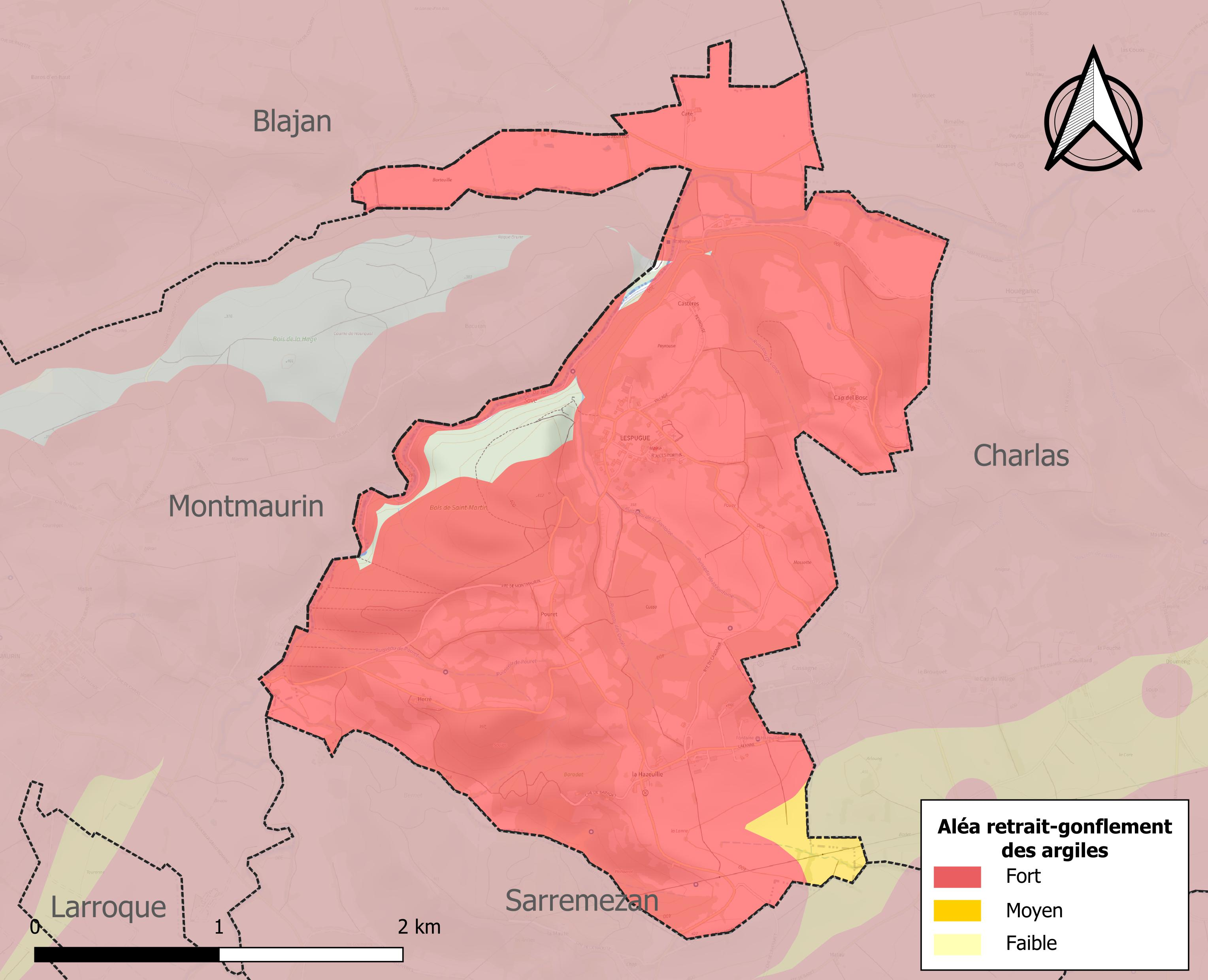
Carte des zones d'aléa retrait-gonflement des sols argileux de Lespugue.

Le retrait-gonflement des sols argileux est susceptible d'engendrer des dommages importants aux bâtiments en cas d’alternance de périodes de sécheresse et de pluie. 97 % de la superficie communale est en aléa moyen ou fort (88,8 % au niveau départemental et 48,5 % au niveau national). Sur les 51 bâtiments dénombrés sur la commune en 2019, 51 sont en aléa moyen ou fort, soit 100 %, à comparer aux 98 % au niveau départemental et 54 % au niveau national. Une cartographie de l'exposition du territoire national au retrait gonflement des sols argileux est disponible sur le site du BRGM,.
Par ailleurs, afin de mieux appréhender le risque d’affaissement de terrain, l'inventaire national des cavités souterraines permet de localiser celles situées sur la commune.
Concernant les mouvements de terrains, la commune a été reconnue en état de catastrophe naturelle au titre des dommages causés par la sécheresse en 1989 et 2003 et par des mouvements de terrain en 1999.

## Histoire

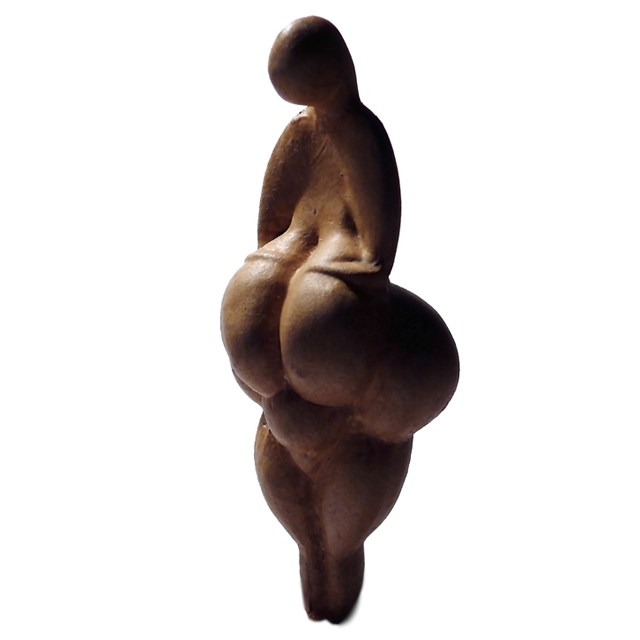
Réplique de la Vénus de Lespugue, musée de l'Homme, Paris

### Préhistoire
Habitée depuis la Préhistoire, la grotte des Rideaux située sous le château médiéval et dans les gorges de la Save a livré une statuette en ivoire de mammouth, appelée la Vénus de Lespugue.
Les diverses grottes de la Save situées dans les gorges de cette rivière et alentour ont été fouillées par René de Saint-Périer, et autres passionnés d'archéologie, et ont livré de nombreux vestiges de la Préhistoire. La grotte de Marie est nommée d'après une stalactite qui rappelle la silhouette de la Vierge. La grotte du Chien tient son nom des nombreux ossements qui y ont été découverts.[réf. nécessaire] 

La grotte des Harpons est, avec la grotte de Plantade à Bruniquel, l'une des deux seules grottes connues au nord des Pyrénées dont les couches archéologiques datées du Tardiglaciaire aient livré des restes de marmotte.

### Antiquité
Le bois de Saint-Martin a révélé un village gaulois sur plusieurs hectares, à côté d'un camp fortifié gaulois. Il est marqué par plus de 50 fonds de cabanes et plusieurs tumuli. L'abbé Couret, voyant la grande surface couverte par l'ensemble, y voit une civitas ou cité gauloise - en tout cas un centre important. Il précise que les fonds de cabane, comblés, ne se reconnaissent qu'aux blocs de pierre poreuse qui ne sont pas une roche locale et dont la légèreté permettait, estime-t-il, de fixer « solidement les pièces de la toiture des enceintes, ménageait les murailles peu solides, l'argile y tenant lieu de mortier et de ciment ». Le lieu de ces enceintes, appelé Las Salles, se trouve tout près des ruines de la chapelle Notre-Dame de la Hillère sur Montmaurin. Selon lui, l'importance de cette cité gauloise aurait justifié l'installation de l'important camp romain à immédiate proximité.
Fouet (1956) signale aussi au bois de l'Aliot à 4,3 km plus au sud (commune de Cardeilhac, un tumulus est accompagné de petites levées de terre, vestiges de deux bâtiments de 26 × 12 m,.

### Moyen Âge

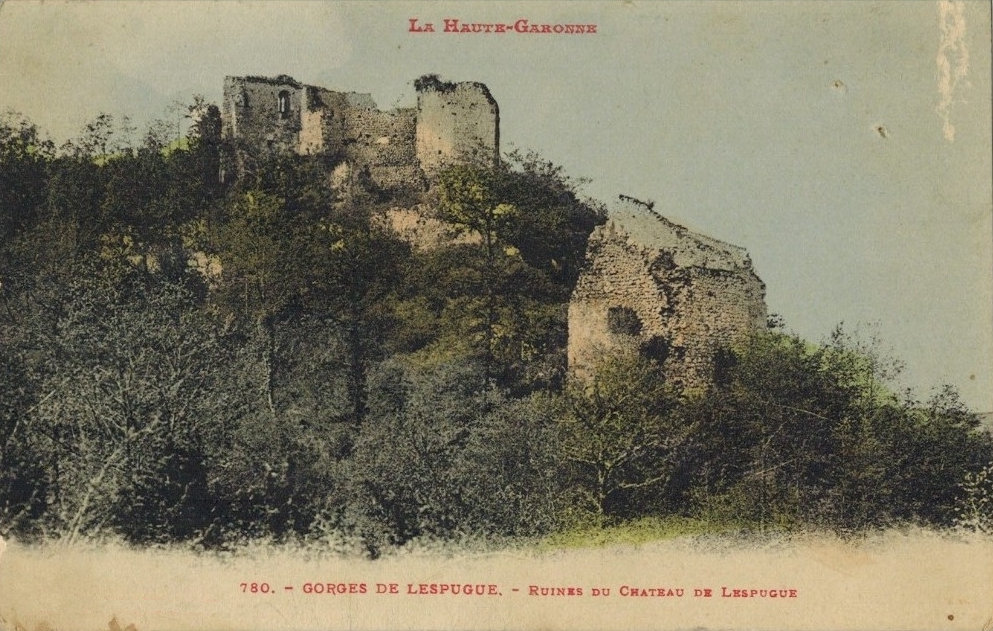
Carte postale des ruines du château de Lespugue vers 1910.

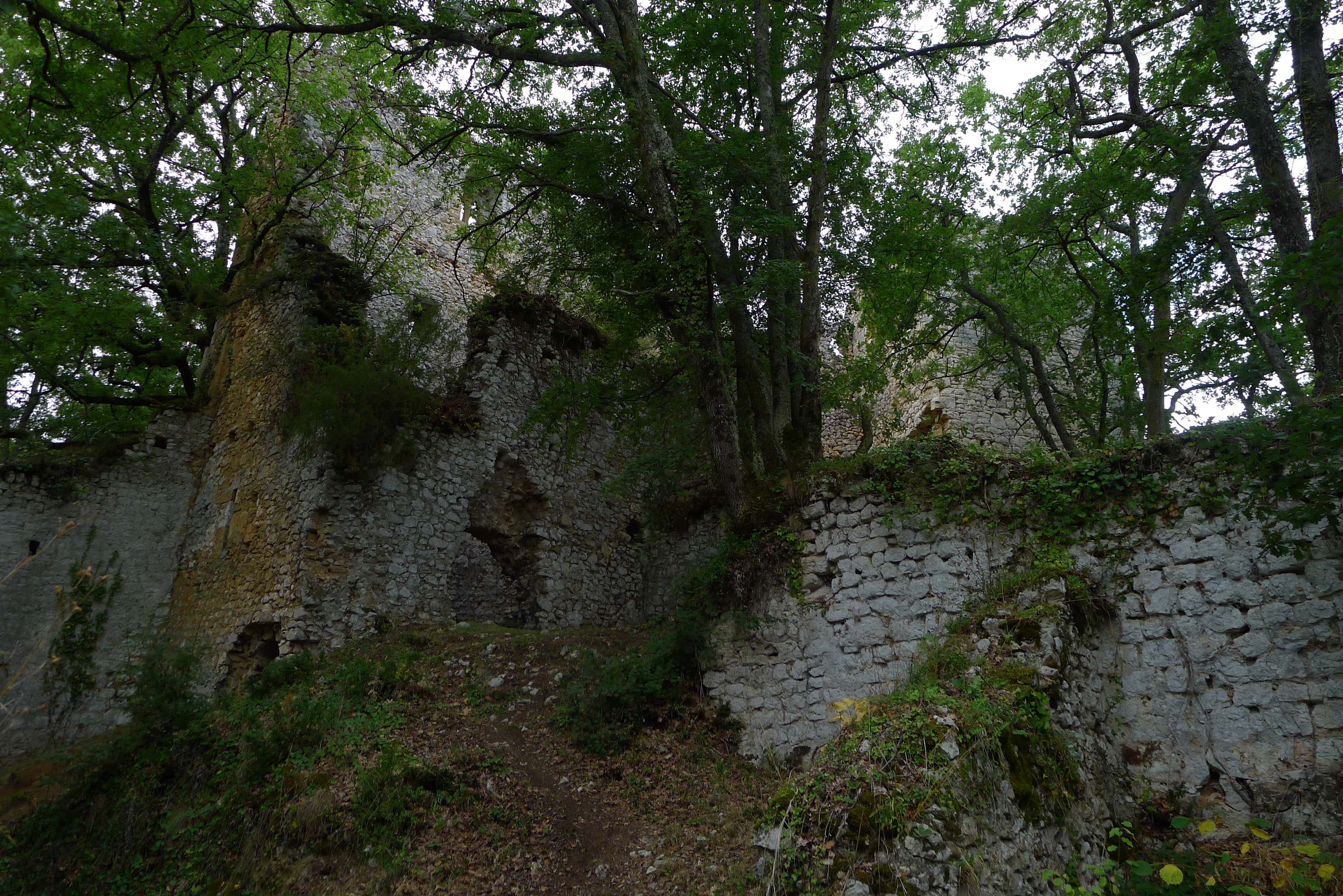
Les ruines du château.

Au-dessus des gorges de la Save, le château médiéval, place forte de Gaston Fébus comte de Foix, permettait de communiquer avec le château de Montmaurin à l'ouest et le château de Mondilhan vers le nord.
Selon les chroniqueurs, Gaston Fébus serait l'auteur du chant occitan devenu hymne régional Se Canta.

### Temps modernes
Ici aussi comme dans toute la région, aujourd’hui le robinier planté à l'origine à Paris a envahi les anciens jardins.

## Politique et administration

### Administration municipale
Le nombre d'habitants au recensement de 2011 étant compris entre 0 et 99, le nombre de membres du conseil municipal pour l'élection de 2014 est de sept,.

### Rattachements administratifs et électoraux
Commune faisant partie de la huitième circonscription de la Haute-Garonne, de la communauté de communes Cœur et Coteaux de Comminges et du canton de Saint-Gaudens (avant le redécoupage départemental de 2014, Lespugue faisait partie de l'ex-canton de Boulogne-sur-Gesse et avant le 1er janvier 2017 elle faisait partie de la communauté de communes du Boulonnais).

### Liste des maires
| Période                                  | Période  | Identité           | Étiquette | Qualité     |
| ---------------------------------------- | -------- | ------------------ | --------- | ----------- |
| avant 1995                               | 1995     | Jules Porthe       |           |             |
| juin 1995                                | 2014     | Jean-Paul Porthe   |           |             |
| mars 2014                                | En cours | Jean-François Foix | SE        | Agriculteur |
| Les données manquantes sont à compléter. |          |                    |           |             |

## Population et société

### Démographie

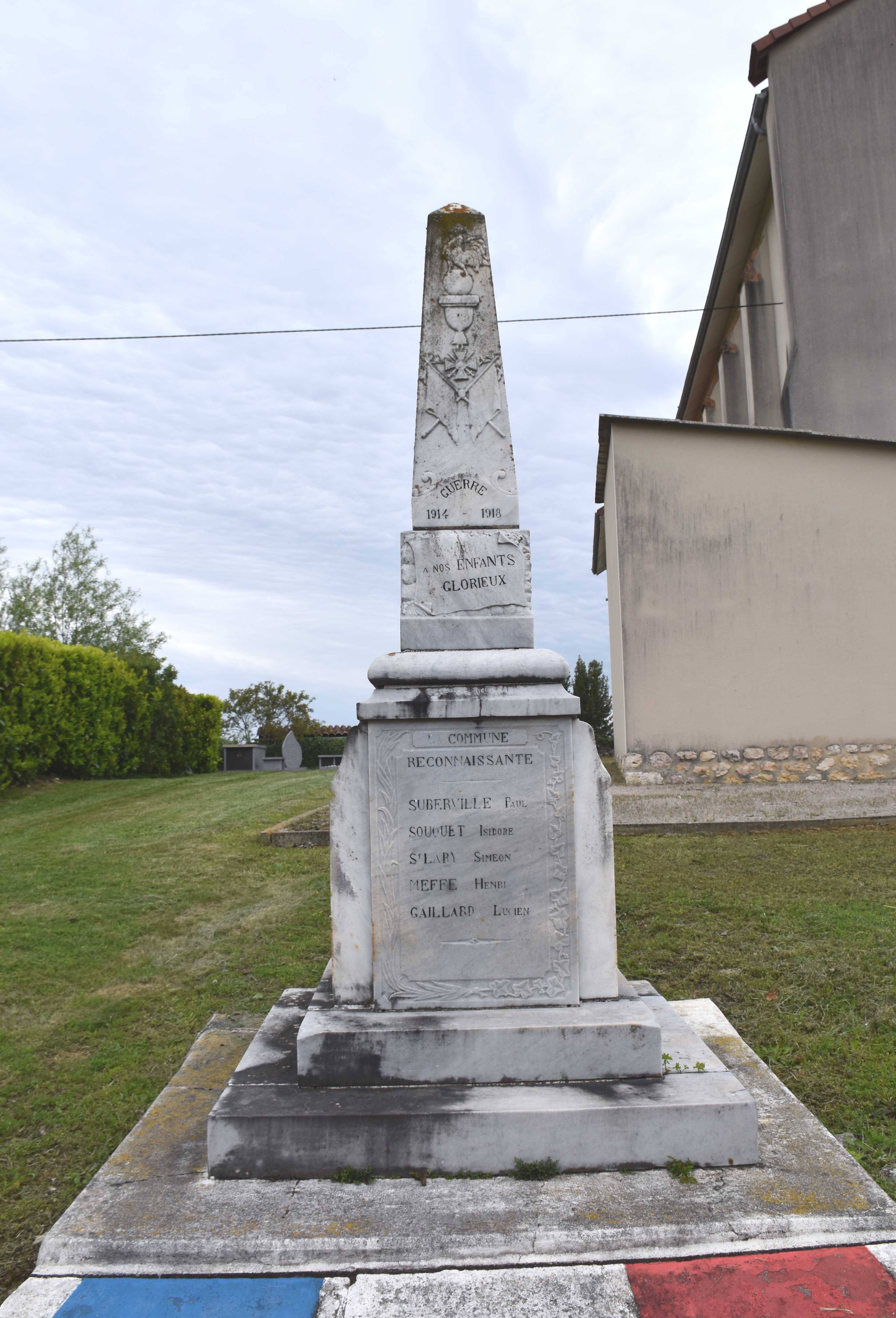
Le monument aux morts.

L'évolution du nombre d'habitants est connue à travers les recensements de la population effectués dans la commune depuis 1793. Pour les communes de moins de 10 000 habitants, une enquête de recensement portant sur toute la population est réalisée tous les cinq ans, les populations de référence des années intermédiaires étant quant à elles estimées par interpolation ou extrapolation. Pour la commune, le premier recensement exhaustif entrant dans le cadre du nouveau dispositif a été réalisé en 2007.

En 2022, la commune comptait 79 habitants, en évolution de −1,25 % par rapport à 2016 (Haute-Garonne : +8,02 %, France hors Mayotte : +2,11 %).
| 1793 | 1800 | 1806 | 1821 | 1831 | 1836 | 1841 | 1846 | 1851 |
| ---- | ---- | ---- | ---- | ---- | ---- | ---- | ---- | ---- |
| 274  | 215  | 273  | 353  | 333  | 326  | 338  | 350  | 333  |

| 1856 | 1861 | 1866 | 1872 | 1876 | 1881 | 1886 | 1891 | 1896 |
| ---- | ---- | ---- | ---- | ---- | ---- | ---- | ---- | ---- |
| 350  | 305  | 314  | 280  | 287  | 276  | 247  | 213  | 212  |

| 1901 | 1906 | 1911 | 1921 | 1926 | 1931 | 1936 | 1946 | 1954 |
| ---- | ---- | ---- | ---- | ---- | ---- | ---- | ---- | ---- |
| 177  | 189  | 187  | 159  | 170  | 154  | 155  | 142  | 136  |

| 1962 | 1968 | 1975 | 1982 | 1990 | 1999 | 2006 | 2007 | 2012 |
| ---- | ---- | ---- | ---- | ---- | ---- | ---- | ---- | ---- |
| 135  | 137  | 108  | 107  | 84   | 83   | 77   | 76   | 76   |

| 2017 | 2022 | - | - | - | - | - | - | - |
| ---- | ---- | - | - | - | - | - | - | - |
| 81   | 79   | - | - | - | - | - | - | - |

| selon la population municipale des années : | 1968 | 1975 | 1982 | 1990 | 1999 | 2006 | 2009 | 2013 |
| Rang de la commune dans le département      | 423  | 394  | 462  | 478  | 491  | 507  | 519  | 511  |
| Nombre de communes du département           | 592  | 582  | 586  | 588  | 588  | 588  | 589  | 589  |

### Enseignement

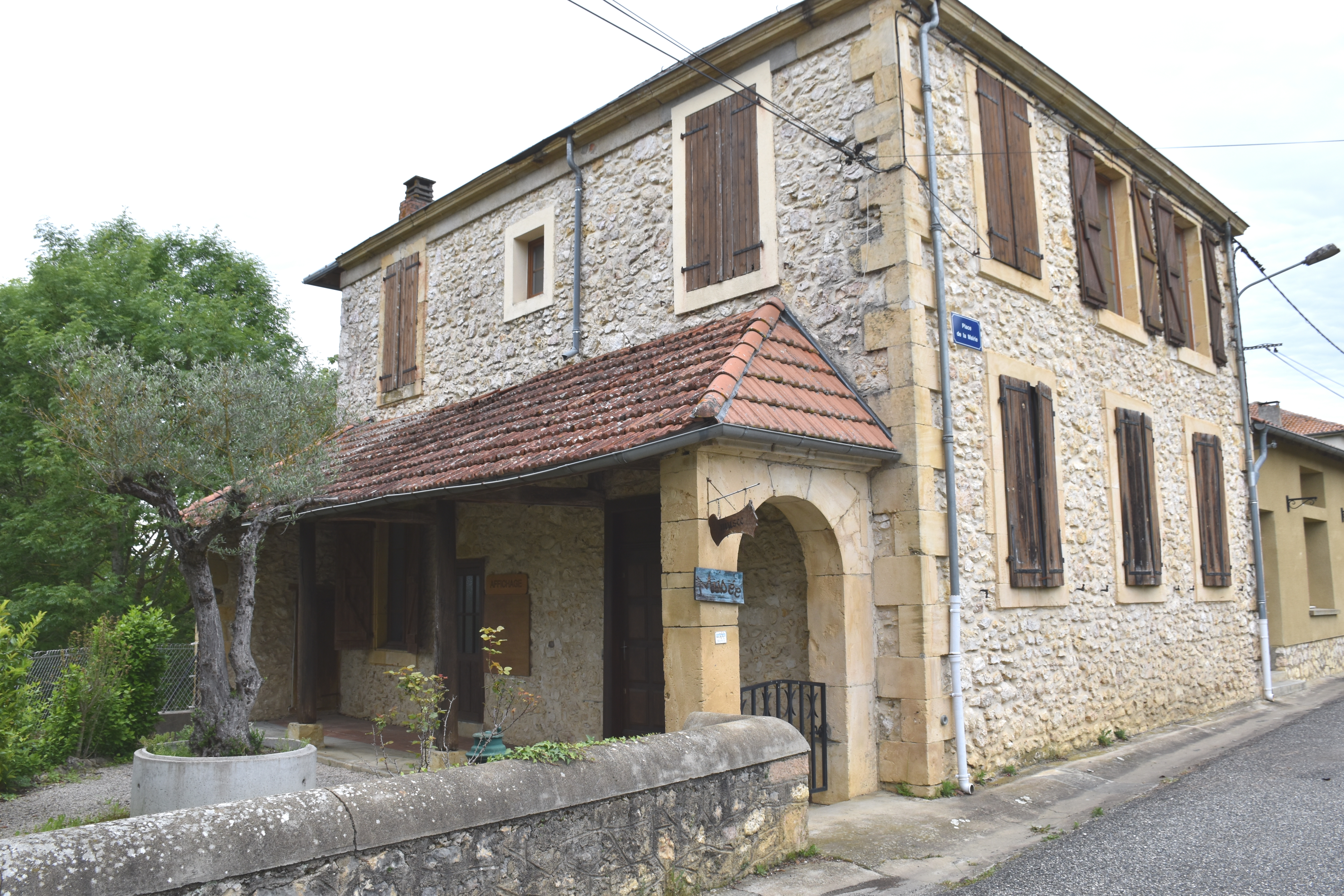
Le musée de Lespugue.

Lespugue fait partie de l'académie de Toulouse.

### Activités sportives
Chasse, randonnée pédestre, escalade,

## Économie

### Emploi
|                | 2008  | 2013  | 2018  |
| -------------- | ----- | ----- | ----- |
| Commune        | 4,3 % | 4,8 % | 9,3 % |
| Département    | 7,7 % | 9,6 % | 9,3 % |
| France entière | 8,3 % | 10 %  | 10 %  |

En 2018, la population âgée de 15 à 64 ans s'élève à 44 personnes, parmi lesquelles on compte 79,1 % d'actifs (69,8 % ayant un emploi et 9,3 % de chômeurs) et 20,9 % d'inactifs,. En  2018, le taux de chômage communal (au sens du recensement) des 15-64 ans est supérieur à celui du département, mais inférieur à celui de la France, alors qu'il était inférieur à celui du département et de la France en 2008.
La commune fait partie de la couronne de l'aire d'attraction de Saint-Gaudens, du fait qu'au moins 15 % des actifs travaillent dans le pôle,. Elle compte 11 emplois en 2018, contre 7 en 2013 et 9 en 2008. Le nombre d'actifs ayant un emploi résidant dans la commune est de 31, soit un indicateur de concentration d'emploi de 35,3 % et un taux d'activité parmi les 15 ans ou plus de 50,7 %.
Sur ces 31 actifs de 15 ans ou plus ayant un emploi, 6 travaillent dans la commune, soit 19 % des habitants. Pour se rendre au travail, 93,5 % des habitants utilisent un véhicule personnel ou de fonction à quatre roues, 3,2 % les transports en commun et 3,2 % n'ont pas besoin de transport (travail au domicile).

### Activités hors agriculture
3 établissements sont implantés  à Lespugue au 31 décembre 2019.
Le secteur de la construction est prépondérant sur la commune puisqu'il représente 66,7 % du nombre total d'établissements de la commune (2 sur les 3 entreprises implantées  à Lespugue), contre 12 % au niveau départemental.

### Agriculture
|               | 1988 | 2000 | 2010 | 2020 |
| ------------- | ---- | ---- | ---- | ---- |
| Exploitations | 16   | 11   | 9    | 8    |
| SAU (ha)      | 434  | 375  | 364  | 444  |

La commune est dans les « Coteaux de Gascogne », une petite région agricole occupant une partie ouest du département de la Haute-Garonne, constitué d'un relief de cuestas et de vallées peu profondes, creusés par les rivières issues du massif pyrénéen, avec une activité de polyculture et d’élevage. En 2020, l'orientation technico-économique de l'agriculture  sur la commune est la polyculture et/ou le polyélevage. Huit exploitations agricoles ayant leur siège dans la commune sont dénombrées lors du recensement agricole de 2020 (16 en 1988). La superficie agricole utilisée est de 444 ha,,.

## Culture locale et patrimoine

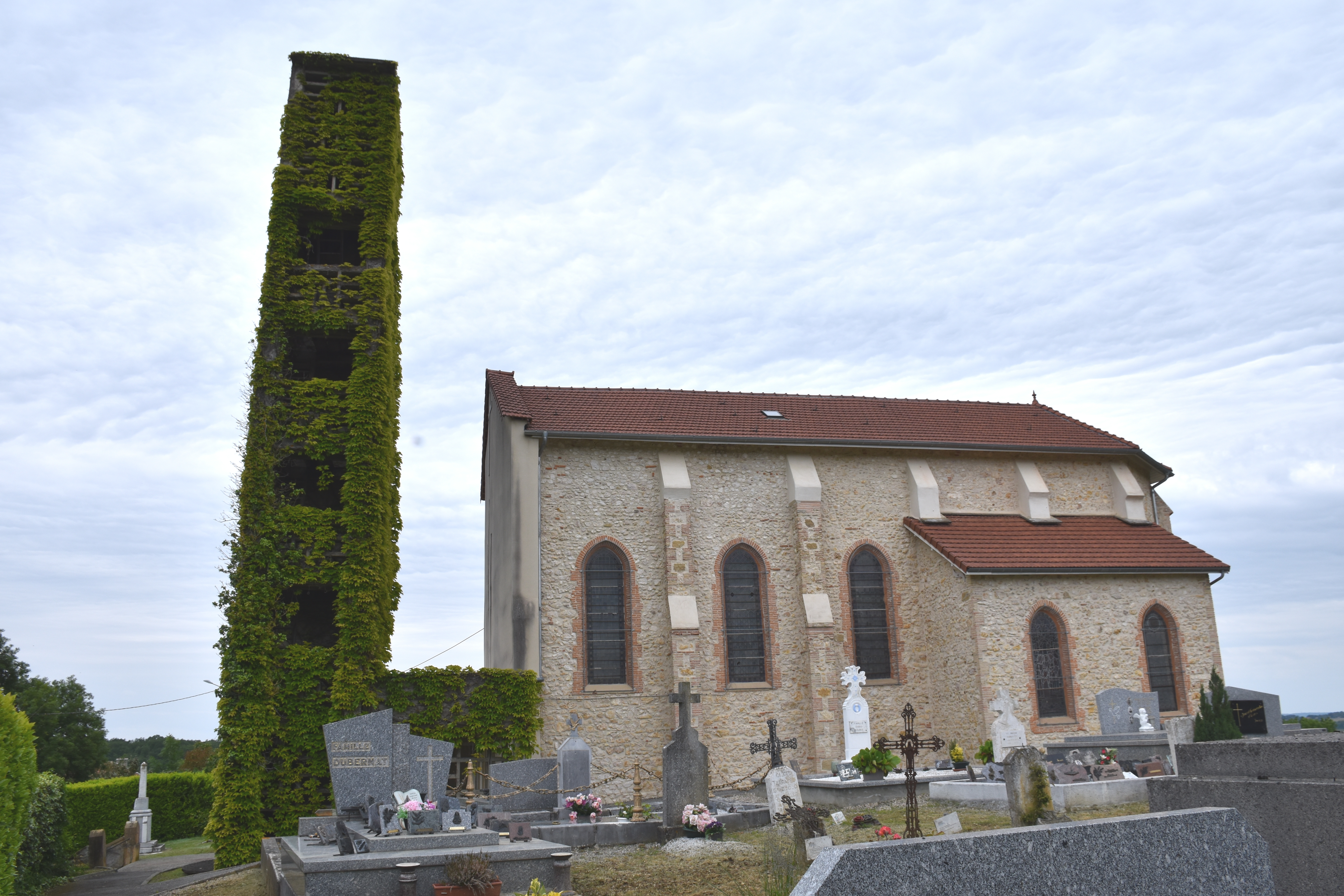
L'église et son clocher isolé.

### Lieux et monuments
- Gorges de la Save
- Vénus de Lespugue
- Grotte des Rideaux
- Église Saint-Macaire dont le clocher est séparé de la nef.
- Ruines du château médiéval

### Personnalités liées à la commune
- René de Saint-Périer